# Bouc-Bel-Air
Bouc-Bel-Air település Franciaországban, Bouches-du-Rhône megyében. Lakosainak száma 15 367 fő (2022. január 1.). Bouc-Bel-Air Aix-en-Provence, Cabriès, Gardanne, Les Pennes-Mirabeau, Septèmes-les-Vallons és Simiane-Collongue községekkel határos.

## Népesség
A település népességének változása:
| Lakosok száma | 3210 | 8714 | 11 512 | 13 711 | 13 963 | 14 351 | 14 654 | 14 838 | 14 984 | 15 367 |
|               | 1968 | 1982 | 1990   | 2006   | 2013   | 2015   | 2017   | 2019   | 2020   | 2022   |